# نزف الجهاز التناسلي للمرأة
نزف الجهاز التناسلي للمرأة (بالإنجليزية Gynecologic hemorrhage) هو نزف للدم من الجهاز التناسلي للمرأة، إما ان يكون نزفا خفيفاً أو نزفاً غزيراً. تعد نزوف الجهاز التناسلي للمرأة، من النزوف التي تصيب المرأة الحامل في أثناء الحمل أو في أثناء المخاض والتي تدعى النزوف الولادية(obstetrical hemorrhage). هناك عدة أنواع من اضطرابات النزف التي تؤثر على المرأة. داء فون ويلبراند (VWD), هو اضطراب النزف الأكثر شيوعا. ويمكن أن يكون سبب النزف أن تكون المرأة من «ناقلات أعراض» مرض الهيموفيليا، وهذا يعني أنه إضافة إلى الحمل بالجين، فإنها تظهر أيضًا أعراض مشابهة لمرض الهيموفيليا الخفيفة. يمكن لجميع أوجه القصور عامل النادرة، التي تشمل I عامل، II، V، VII، XI والثالث عشر، يؤدي أيضًا إلى النزف بين الرجال والنساء. تنزف المرأة الطبيعية نزفاً مهبلياً في سن النشاط التناسلي (بين البلوغ واليأس) مرة كل شهر، وهو نزف فيزيولوجي - يُعرف باسم الحيض (menorrhea) بكمية محدودة وفواصل معروفة، وكل نزف عدا هذا النزف بصفاته الطبيعية يسمَّى نزفًا نسائيًّا.

## الأعراض
أعراض نزف الجهاز التناسلي كثيرة، أهمها:
1. اضربات هرمونيه غير معروفه السبب تسمى (نزف الرحم وظيفي الخلل).
2. مرض بالحوض مثل الورم الليفي أو الزوائد المخاطية في الغشاء المبطن للرحم.
3. أمراض عامة كالحميات وارتفاع ضغط الدم.
4. وجود ضغط نفسي وتوتر.
5. احتقان بالحوض.
6. فقر دم إذا ما كان النزف شديدًا وغزيرًا.

## الأسباب
هناك عدة أسباب لحدوث النزف منها:
- نزف متعلق بالدورة الشهرية (غزارة الطمث). ويعتبر دم الحيض نزفًا إذا زادت كمية الدم النازف عن الكمية الطبيعية وهي (25-80 مل) وهو ما يعادل (4-12 ملاعق شاي),[5] وإذا استمر النزف أكثر من أسبوع بدلًا من أربعة أيام وهو النزف الطبيعي للدورة الشهرية. أو إذا تكرر الحيض على فترات أقرب مثل كل 3 أسابيع بدلا من 4 (ويسمَّى تعدد الطمث).
- نزف بسبب وسائل منع الحمل.

1. حبوب منع الحمل: إن إغفال بعض السيدات تعاطي حبوب منع الحمل يؤدي إلى انخفاض في مستوي الهرمونات مما يسبب النزف، وخاصة إذا كانت المرأة مستمرة في تناول حبوب منع الحمل التي يؤدي استمرارها إلى زيادة الهرمونات بالدورة الدموية، تظل ثابتة عند حد معين في الأسابيع التي تناولت فيها الحبوب.
2. اللولب. قد يحدث نزف عقب وضع اللولب، ويكون بسبب خدوش في عنق الرحم نتيجة تركيب اللولب، وقد يحدث النزف إذا طال استعمال اللولب أكثر من عامين.

- نزف بسبب ورم ليفي.

يعد الورم الليفي (الحميد) من أكثر الأورام شيوعًا بين النساء، وعادة يحدث النزف الناتج عنه في صوره زيادة كبيرة بكمية دم الحيض أو بقائه مدة قد تزيد على أسبوع.
- نزف متعلق بسن اليأس.

سن اليأس: هي السن التي تنقطع فيها الدورة الشهرية بعد توقف التبويض، وهذا الانقطاع يحدث بين النساء بثلاثة حالات مختلفة هي:
1. نقص كمية دم الحيض تدريجيًّا وتباعد المدَّة بين كل حيض.
2. انقطاع مفاجئ برغم انتظامه.
3. نزف رحمي شديد. وهذا يحدث بسبب توقف هرمون معين يخرج من البويضة.

- نزف متعلق بأورام سرطانية.

وهو النزف الذي يحدث بعد انقطاع الدورة وبلوغ المرأة سن اليأس، وهذا النزف من الحالات الخطيرة لأنه يشير في أغلب الحالات إلى ورم سرطاني في الرحم.

## حالة النزف الشديد
إن العلامات الهامَّة للنزف الشديد هي خروج الدم بلون فاتح، حيث لا تتاح له الفرصة أن يتخثر؛ وذلك بسبب غزارته واندفاعه. وتخثره يكون خارجيًّا. أما في الحالات العادية فإن لون الدم غامق أو بني مصحوب ببعض التجلطات.

## العلاج
إن العلاج لنزف الجهاز التناسلي للمرأة يكون بعلاج الأسباب. وعاده يكون بالعلاج الهرموني أو بالعلاج الجراحي، حسب كل حالة. وقد يُجرى الفحص والتشخيص بوساطة الموجات الصوتية مع إجراء عمليه كحت وفحص بطانة الرحم. تعوَّض المرأة عمَّا فقدته من الدم بالفيتامينات وأقراص الحديد أو بنقل الدم.